# جوکی-این
جُوکی این (به ژاپنی: 定恵院) (تولد ۱۵۱۹–مرگ ۱۵۵۰) یکی از زنان ژاپنی و دختر ارشد تاکدا نوبوتورا و اوی نو کاتا در دوره سنگوکو در ژاپن بود. وی همسر اصلی ایماگاوا یوشیموتو و خواهر بزرگتر تاکدا شینگن، تاکدا نوبوشیگه و تاکدا نوبوکادو بود. وی مادر ایماگاوا اوجیزانه دهمین رهبر خاندان ایماگاوا بود.